# New Lots Line
De New Lots Line, is een van de IRT metrolijntrajecten van de metro van New York. De lijn met zeven stations ligt volledig op het grondgebied van de borough Brooklyn. De lijn is uitgevoerd als een verhoogde spoorlijn door middel van een staalconstructie waarop de sporen aangelegd zijn. De lijn is een voortzetting van de Eastern Parkway Line en is tot aan Pennsylvania Avenue geopend op 24 december 1920. De lijn werd uitgebreid met de stations Van Siclen Avenue en New Lots Avenue op 16 oktober 1922.
De New Lots Line wordt gebruikt door lijn 2, lijn 3, lijn 4 en lijn 5. Lijn 2 en 5 rijden alleen tijdens de spits door naar New Lots Avenue, lijn 4 alleen 's nachts en lijn 3 behalve 's nachts.
 ·  ·  ·  ·  ·  ·  ·  ·  · 